# NGC 2541

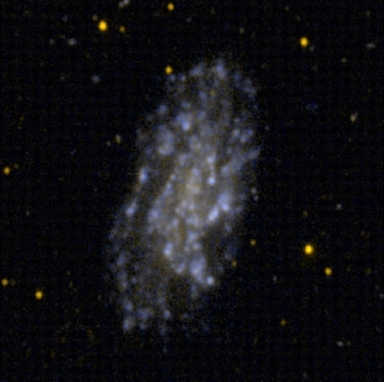
NGC 2541 en ultraviolet par le télescope spatial GALEX.

NGC 2541 est une galaxie spirale située dans la constellation du Lynx. NGC 2541 a été découverte par l'astronome germano-britannique William Herschel en 1788.
La classe de luminosité de NGC 2541 est III-IV et elle présente une large raie HI. C'est aussi une galaxie LINER, c'est-à-dire une galaxie dont le noyau présente un spectre d'émission caractérisé par de larges raies d'atomes faiblement ionisés.
En raison d'une brillance de surface égale à 15,06 mag/am2, on peut qualifier NGC 2541 de galaxie à faible brillance de surface (LSB en anglais pour low surface brightness). Les galaxies LSB sont des galaxies diffuses (D) avec une brillance de surface inférieure de moins d'une magnitude à celle du ciel nocturne ambiant.

## Distance
La distance de Hubble basée sur décalage vers le rouge est de 10,13 ± 0,72 Mpc (∼33 millions d'al), mais pour des galaxies rapprochées du Groupe local, les distances obtenues par d'autres méthodes sont plus fiables. À ce jour, 45 mesures non basées sur le décalage vers le rouge (redshift) donnent une distance de 11,533 ± 2,596 Mpc (∼37,6 millions d'al), ce qui est semblable à la distance calculée à partir du décalage vers le rouge.

## Classification
Aucune barre n'est visible sur l'image réalisée avec les données de l'étude SDSS, aussi la classification indiquée par le site NASA/IPAC (SA(s)cd) semble mieux convenir à cette galaxie. Comme on peut le voir sur l'image prise par le télescope spatial GALEX, il y a plusieurs régions de formation d'étoiles dans les bras spiraux de cette galaxie.

## Groupe de NGC 2841
NGC 2541 fait partie du groupe de NGC 2841. Les cinq principales galaxies de ce groupe sont NGC 2500, NGC 2537, NGC 2541, NGC 2552 et évidemment NGC 2841.